# Дњепропетровска област
Дњепропетровска област (укр. Дніпропетровська область), позната и као Дњепопетровшчина (укр. Дніпропетровщина), област је у југоисточном делу Украјине и најважнији индустријски регион државе. Административни центар области је град Дњепар.

## Географија
Површина области је 31.900 km², што чини око 5,3% укупне површине Украјине. Када се област мери од југа ка северу, дужина износи 130 км, а од истока ка западу 300 км. Област се на северу граничи са Полтавском и Харковском облашћу на северу, Доњецком облашћу на истоку, Запорошком и Херсонском облашћу на југу и Николајевском и Кировоградском облашћу на западу.

## Економија
Дњепропетровска област има високи индустријски потенцијал. Регистровано је 712 индустријских организација, које запошљавају 473,4 хиљаде људи. У области се произведе 16,9% укупне Украјинске индустријске производње. По том параметру, Дњепропетровска област је друга у Украјини, одмах после суседне Доњецке области.

## Становништво
| Националност | 1989. | 2001. | Матерњи језик    | 2001. |
| Украјинци    | 71,6% | 79,3% | Украјински језик | 67,0% |
| Руси         | 24,2% | 17,6% | Руски језик      | 32,0% |
| Белоруси     | 1,3%  | 0,8%  | остали језици    | 1,0%  |
| Јевреји      | 1,3%  | 0,4%  |                  |       |
| Јермени      | 0,12% | 0,3%  |                  |       |
| Азери        | 0,16% | 0,2%  |                  |       |

## Познати људи рођени у Дњепропетровској области
- Леонид Брежњев
- Леонид Кучма
- Јулија Тимошенко